# Rajd Tulipanów 1959

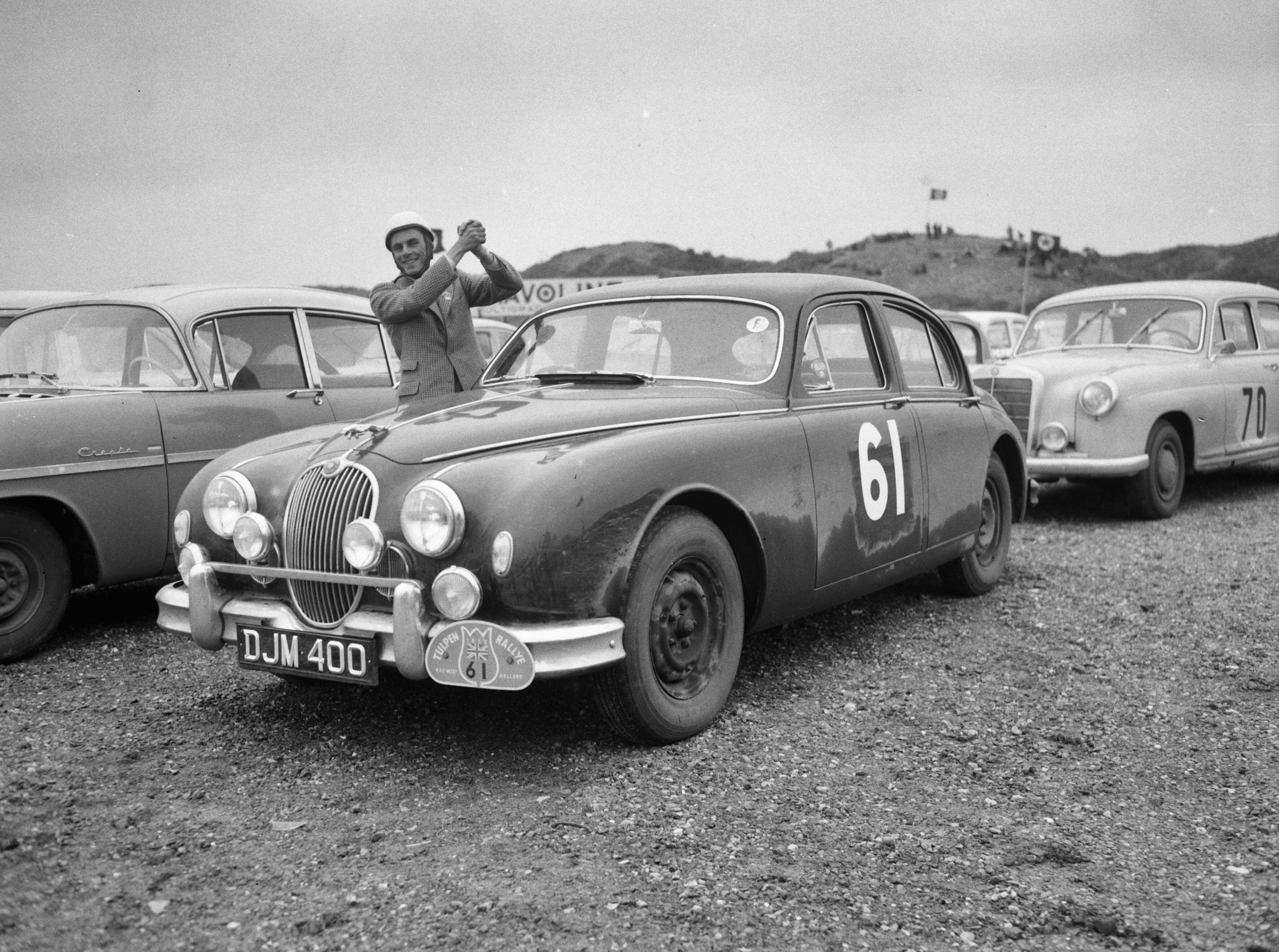
Zwycięzca Rajdu Tulipanów 1959 Brytyjczyk Donald Jude Morley przy swoim samochodzie marki Jaguar Mk2 3.4

Rajd Tulipanów 1959 (11. Internationale Tulpenrallye) – 11 edycja rajdu samochodowego Rajd Tulipanów rozgrywanego w Holandii. Rozgrywany był od 27 kwietnia do 2 maja 1959 roku. Była to trzecia runda Rajdowych Mistrzostw Europy w roku 1959.

## Klasyfikacja rajdu
| Miejsce                      | Kierowca                     | Pilot                        | Samochód                     | Czas                         | Strata                       |                              |
| Klasyfikacja generalna i ERC | Klasyfikacja generalna i ERC | Klasyfikacja generalna i ERC | Klasyfikacja generalna i ERC | Klasyfikacja generalna i ERC | Klasyfikacja generalna i ERC | Klasyfikacja generalna i ERC |
| ---------------------------- | ---------------------------- | ---------------------------- | ---------------------------- | ---------------------------- | ---------------------------- | ---------------------------- |
| 1.                           | Donald Jude Morley           | Godfrey Erle Morley          | Jaguar Mk2 3.4               |                              | 0.0                          |                              |
| 2.                           | Keith Ballisat               | E. Marvin                    | Triumph TR3A                 |                              |                              |                              |
| 3.                           | Peter Riley                  | Richard Bensted-Smith        | Ford Zephyr                  |                              |                              |                              |
| 4.                           | Rob Gorris                   | Roel Wiedouw                 | Porsche 356 1600             |                              |                              |                              |
| 5.                           | Erik Carlsson                | Karl Erik Svensson           | Saab 96 B                    |                              |                              |                              |
| 6.                           | Federico Karrer              | Karl Foitek                  | Alfa Romeo Giulietta TI      |                              |                              |                              |
| 7.                           | Walter Schock                | Hans-Horst Hölder            | Mercedes-Benz 220 SE         |                              |                              |                              |
| 8.                           | Jack Sears                   | Peter Garnier                | Austin-Healey 100/6          |                              |                              |                              |
| 9.                           | Gunnar Andersson             | Walter Karlsson              | Volvo PV 544                 |                              |                              |                              |
| 10.                          | Cuth Harrison                | C. Christensen               | Ford Zephyr 6 MK3            |                              |                              |                              |